# ريتشارد برايس (سياسي)
ريتشارد برايس (بالإنجليزية: Richard Price)‏ هو سياسي أسترالي، ولد في 1864، وتوفي في 22 يونيو 1936 في أستراليا. حزبياً، نشط في Protectionist Party ‏. وقد انتخب عضو الجمعية التشريعية نيو ساوث ويلز.